# 2018년 토론토 국제 영화제
제43회 토론토 국제 영화제는 2018년 9월 6일에 열린 시상식이다.

## 수상 및 후보

### 관객상
- 그린 북 - 피터 패럴리 수상

### 관객상-퍼스트
- 이프 빌 스트리트 쿠드 토크 - 배리 젠킨스 수상

### 관객상-세컨드
- 로마 - 알폰소 쿠아론 수상

### 다큐멘터리 관객상
- 프리 솔로 - 엘리자베스 차이 베사헬리 외 1명 수상

### 다큐멘터리 관객상-퍼스트
- 디스 체인지스 에브리띵 - 톰 도나휴 수상

### 다큐멘터리 관객상-세컨드
- 더 비기스트 리틀 팜 - 존 체스터 수상

### 미드나잇 매드니스 관객상
- 더 맨 후 필스 노 페인 - 와산 발라 수상

### 미드나잇 매드니스 관객상-퍼스트
- 할로윈 - 데이빗 고든 그린 수상

### 미드나잇 매드니스 관객상-세컨드
- 어쌔시네이션 네이션 - 샘 레빈슨 수상

### 토론토시티상
- 로즈 인 페브러리 - 캐서린 예르코비츠 수상

### 캐나다 장편영화상
- 파이어플라이즈 아 곤 - 세바스티앙 필로트 수상

### 캐나다 단편영화상
- 브라더후드 - 메리암 주보르 수상

### 캐나다 단편영화상 특별언급
- 야수 - 제레미 콩트 수상

### 단편영화상
- 더 필드 - 산디야 수리 수상

### 단편영화상 특별언급
- 퍽 유 - 아넷트 시도르 수상
- 디스 매그니피션트 케이크! - 에마 데 스와프 외 1명 수상

### FIPRESCI-디스커버리 상
- 나비처럼 날아서 - 카멜 윈터스 수상

### FIPRESCI-디스커버리 상 명예언급
- 트윈 플라워 - 라우라 루체티 수상

### FIPRESCI-특별한 발표
- 스킨 - 기 나티브 수상

### FIPRESCI-특별한 발표 명예언급
- 페이스풀 맨 - 루이 가렐 수상

### 넷팩상
- 세번째 부인 - 에쉬 메이페어 수상

### 넷팩상 명예언급
- 더 크로싱 - 바이슈에 수상

### 유리마쥬 상(유럽 영상 지원 기금)
- 피그 트리 - 알라모크 다비디언 수상

### 유리마쥬 상 명예언급
- 파닉스 - 카밀라 스톰 헨릭슨 수상

### 토론토 플랫폼상
- 행복도시 - 호위딩 수상

### 토론토 플랫폼상 특별언급
- 더 리버 - 에미르 바이가진 수상

### 캐나다의 열린 도약 부문
- 어드벤처 오브 파우스투스 비드굿 - 앤디 존스 외 1명

### 현대 세계 영화 부문
- 폴스 어라운드 허 - 다렌 나폰세
- 스플린터스 - 톰 피츠제럴드
- 스튜핏 영 하트 - 셀마 빌후넨
- 스틱스 - 울프강 피셔
- 댓 타임 오브 이어스 - 파프리카 스틴
- 아쿠사다 - 곤잘로 토발
- 블랙 노트북 - 발레리아 사미엔토
- 더 다이브 - 요나 로젠키엘
- 더 팩토리 - 유리 비코프
- 파이어플라이즈 아 곤 - 세바스티앙 필로트
- 그레이트 다큰드 데이즈 - 맥심 지루
- 더 모스트 뷰티풀 커플 - 스벤 타딕켄
- 디 아더 스토리 - 애비 네셔
- 더 렐름 - 로드리고 소로고옌
- 더 스윗 레퀴엠 - 리투 사린 외 1명
- 더 바이스 오브 호프 - 에도아르도 데 안젤리스
- 율리시스 앤 모나 - 세바스티앙 베베데르
- 아이 돈 케어 이프 위 고 다운 인 히스토리 애즈 바바리언스 - 라두 주데
- 앤젤 - 코엔 모르티에르
- 아사코 I & II - 하마구치 류스케
- 비포 더 프로스트 - 마이클 노어
- 벨몬트 - 페데리코 베이로
- 버즈 오브 패시지 - 크리스티나 갈레고 외 1명
- 블랙 47 - 랜스 데일리
- 보더 - 알리 아바시
- 불불 캔 씽 - 리마 다스
- 코어 오브 더 월드 - 나탈리아 메스차니노바
- 돈바스 - 세르히 로즈니차
- 엘 엔젤 - 루이스 오르테가
- 익스텐션. 나이트 - 아흐마드 압달라
- 수에노 플로리아노폴리스 - 아나 카츠
- 진파 - 완마 차이단
- 킹스웨이 - 브루스 스위니
- 르살롭 올 더 네츄럴리 원튼 플레져 오브 스킨 - 리니 뷸리
- 렛 미 폴 - 발트빈 조포니아손
- 룩 앳 미 - 네지브 벨카디
- 미누스큘 - 맨더블 프롬 파 어웨이 - 토마스 자보 외 1명
- 무세오 - 알론소 루이즈팔라시오스
- 원 라스트 딜 - 클라우스 해로
- 끼엔 떼 깐따라 - 카를로스 베무트
- 리뎀션 - 보아즈 예호나탄 야콥 외 1명
- 레트로스펙트 - 애스더 로츠
- 로즈 인 페브러리 - 캐서린 예르코비츠
- 로지 - 패디 브레스내치
- 쏘우 더 윈터 투 마이 스킨 - 자밀 X.T. 쿠베카
- 시벨(영어판) - 카글라 젠키르치 외 1명
- 윈터 플라이즈 - 올모 오메르주
- 워킹 우먼 - 미셀 아비아드

### 디스커버리 부문
- 카샤 - 하주즈 쿠카
- 코끼리는 그 곳에 있다 - 후 보
- 아니아라 - 펠라 카게르만 외 1명
- 블라인드 스팟 - 튜바 노보트니
- 클라라 - 아카시 셔먼
- 바람나무는 거문고처럼 - 케이 치카우라
- 컨시퀀시스 - 다르코 슈탄테
- 엣지 오브 더 나이프 - 그와이 에덴쇼 외 1명
- 이뮤 러너 - 이모젠 토마스
- 엔젯 - 에버 애프터 - 캐롤라이나 헬스가드
- 파밍 - 아데웰 아킨누오예 아바제
- 피그 트리 - 알라모크 다비디언
- 파이어크래커스 - 자스민 모자파리
- 플롯트 라이크 어 버터플라이 - 카멜 윈터스
- 프릭스 - 잭 리포브스키 외 1명
- 걸 - 루카스 돈트
- 그웬 - 윌리엄 맥그리거
- 헬멧 헤즈 - 네토 빌라로보스
- 허 잡 - 니코스 라보트
- 아이스박스 - 다니엘 소카
- 저가 - 벤자민 길모어
- 라이트 애즈 페더스 - 로잔느 펠
- 라이언하트 - 제네비브 응나지
- 만타 레이 - 푸티퐁 아룬펜
- 오렌지 데이즈 - 아라쉬 라후티
- 아워 바디 - 한가람
- 퍼레이드 - 니노 지바니아
- 파닉스 - 카밀라 스톰 헨릭슨
- 프렌드 - 와누리 카히우
- 사프 - 알리 바탄세베르
- 스크루드라이버 - 바삼 자르바위
- 썸머 서바이버스 - 마리아 카브타라드제
- 텔 아비브 온 파이어 - 사메 조아비
- 더 챔버메이드 - 릴라 아빌레스
- 더 크로싱 - 바이슈에
- 그림자가 사라진 날 - 소다데 카단
- 더 디그 - 앤드류 토힐 외 1명
- 엑스트라오디너리 저니 오브 셀레스테 가르시아 - 아르투로 인팬트
- 더 로드 - 오그젠 글라보닉
- 정글 속 두 군인 - 조엘 카레케지
- 세번째 부인 - 에쉬 메이페어
- 티토 앤 더 버즈 - 구스타보 스타인버그 외 2명
- 투 레이트 투 다이 영 - 도밍가 소토마요르 카스틸로
- 터치 미 낫 - 애디너 핀틸리
- 트윈 플라워 - 라우라 루체티
- 우먼 앳 워 - 베네딕트 얼링슨

### 갈라스 부문
- 스타 이즈 본 - 브래들리 쿠퍼
- 뷰티풀 보이 - 펠릭스 반 그뢰닝엔
- 에브리바디 노우즈 - 아쉬가르 파라디
- 퍼스트 맨 - 데이미언 셔젤
- 갤버스턴 - 멜라니 로랑
- 그린 북 - 피터 패럴리
- 히든 맨 - 강문
- 하이 라이프 - 클레어 드니
- 허스밴드 메테리얼 - 아누락 카시압
- 어 프라이빗 워 - 매튜 하이네만
- JT 르로이 - 저스틴 켈리
- 라이프 잇셀프 - 댄 포겔맨
- 아웃로 킹 - 데이빗 맥킨지
- 무영자 - 장이머우
- 더 헤이트 유 기브 - 조지 틸만 주니어
- 더 킨더가튼 티처 - 사라 코랑겔로
- 더 랜드 오브 스테디 해비츠 - 니콜 홀로프세너
- 더 라이 - 비나 카브레로스 수드
- 더 퍼블릭 - 에밀리오 에스테베즈
- 왓 데이 해드 - 엘리자베스 촘코
- 위도우즈 - 스티브 맥퀸

### 마스터스 부문
- 3개의 얼굴들 - 자파르 파나히
- 애쉬 - 지아장커
- 디바인 윈드 - 메르작 알루아슈
- 강변 호텔 - 홍상수
- 킬링 - 츠카모토 신야
- 로로 - 파올로 소렌티노
- 누에스트로 티엠포 - 카를로스 레이가다스
- 피털루 - 마이크 리
- 이미지의 책 - 장 뤽 고다르
- 더 와일드 페어 트리 - 누리 빌게 제일란
- 통행증 - 크리스티안 펫졸드

### 미드나잇 매드니스 부문
- 어쌔시네이션 네이션 - 샘 레빈슨
- 클라이맥스 - 가스파 노에
- 디아만티노 - 가브리엘 아브란테스 외 1명
- 할로윈 - 데이빗 고든 그린
- 인 패브릭 - 피터 스트릭랜드
- 네크로트로닉 - 키아 로취 터너
- 더 맨 후 필스 노 페인 - 와산 발라
- 더 프레데터 - 셰인 블랙
- 더 스탠드오프 앳 스패로우 크릭 - 헨리 던햄
- 더 윈드 - 엠마 타미

### 단편 부문
- 7A - 재커리 러셀
- 어 뉴 이어 - 조지 시하룰리제
- 어 웨딩 데이 - 엘리아스 벨케다
- 엑시던스 - 가이 매딘 외 2명
- 올 인클루시브 - 코리나 슈윙루버 일리치
- 올 디스 크리처스 - 찰스 윌리엄스
- 애니멀 비헤비어 - 데이비드 파인 외 1명
- 발라드 오브 블러드 앤드 투 화이트 버켓츠 - 요셉 앙기 노엔
- 바뷰르 - 도나토 산소네
- 더 던 컴스 - 아만다 스트롱
- 버디 - 셸리 라우만
- 브라더후드 - 메리암 주보르
- 카로니 - 이안 하나린
- 써클 - 제이샤 파텔
- 굿 보이 - 판타비우스 프리츠
- 닷지 데이브 - 샬롯 레건
- 둘세 - 기예 이사 외 1명
- 지아지오 - 애론 라이즈
- 엠팅 더 탱크 - 카롤린 모네
- 에브리띵 캄스 다운 - 버지니아 스카로
- 엑시트 - 클레어 에드몬슨
- 페이싱 노스 - 피터 무후무자 투케이
- 야수 - 제레미 콩트
- 글리터 와일드 우먼 - 로니
- 걸프렌즈 - 마리 다비뇽
- 구아슈마 - 나라 노르만데
- 헥토르 말로: 더 라스트 데이 오브 더 이어 - 자클린 렌트조
- 이프 디스 이즌트 러브 - 루이자 코코라
- 인테리어 - 리드 반 딕
- 저지먼트 - 레이먼드 쿠티에레즈
- 레떼 에 뚜 르 레스트 - 스벤 브레서
- 리틀 웨이브스 - 아리안 루이스-시즈 플루프
- 루 - 클라라 발자리
- 마이 보이 - 사라 펠르랭
- 노르만 노르만 - 소피 롬바리
- 올드 띵 - 로니 바하트
- 페더스 - A.V. 록웰
- 파세오 - 매튜 한냄
- 퍽 유 - 아넷트 시도르
- 르네폽토시스 - 레니 잔
- 쉐도우 컷 - 루시 수스
- 시나브 - 라일 밋첼 코빈 주니어
- 더 앰배서더스 와이프 - 테레사 트라오레 달베리
- 더 콜 - 안카 다미안
- 더 폴 - 보리스 라베
- 더 필드 - 산디야 수리
- 더 포린 바디 - 헥터 실바 누네즈
- 더 이미넨트 이매넨트 - 카를로 프란시스코 Y. 마나타드
- 디 오펀 - 카롤리나 마르코비치
- 더 서브젝트 - 패트릭 보우차드
- 디스 매그니피션트 케이크! - 에마 데 스와프 외 1명
- 투 플랜트 어 프래그 - 보비 페어스
- 움브라 - 사이드 자파리안
- 베슬레모이스 송 - 소피아 보다노위즈
- 빅토리아 - 브루시 올라슨
- 위너스 비치 - 사만다 거리

### 특별한 발표 부문
- 22 줄라이 - 폴 그린그래스
- 페이스풀 맨 - 루이 가렐
- 어 밀리언 리틀 피시즈 - 샘 테일러 존슨
- 아메리칸 우먼 - 제이크 스콧
- 안트로포센: 더 휴먼 에포크 - 제니퍼 베이치월 외 2명
- 베이비 - 지에 리우
- 벤 이즈 백 - 피터 헤지스
- 보이 이레이즈드 - 조엘 에저튼
- 버닝 - 이창동
- 캔 유 에버 포기브 미? - 마리엘 헬러
- 가버나움 - 나딘 라바키
- 콜드 워 - 파벨 포리코브스키
- 콜레트 - 워시 웨스트모어랜드
- 도그맨 - 마테오 가로네
- 드리븐 - 닉 햄
- 마더스 인스팅트 - 올리비에 마세-드파스
- 작은 거인들 - 키스 베어맨
- 걸스 오브 더 선 - 에바 허슨
- 그레타 - 닐 조단
- 홀드 더 다크 - 제레미 솔니에
- 호텔 뭄바이 - 안소니 마라스
- 이프 빌 스트리트 쿠드 토크 - 배리 젠킨스
- 쿠르스크 - 토마스 빈터베르그
- 요묘전: 레전드 오브 더 데몬 캣 - 천카이거
- 만토 - 난디타 다스
- 마야 - 미아 한센-러브
- 미드 90 - 조나 힐
- 몬스터즈 앤 맨 - 레이날도 마르쿠스 그린
- 마우스피스 - 패트리샤 로제마
- 작가 미상 - 플로리안 헨켈 폰 도너스마르크
- 논픽션 - 올리비에 아사야스

### 플랫폼 부문
- 안젤로 - 마커스 슐레진저
- 행복도시 - 호위딩
- 디스트로이어 - 캐린 쿠사마
- 도니브룩 - 팀 서튼
- 허 스멜 - 알렉스 로스 페리
- 제시카 포에버 - 캐롤린 포기 외 1명
- 마드모아젤 드 존키에 - 엠마누엘 무레
- 아웃 오브 블루 - 캐롤 몰리
- 로조 - 벤자민 나이스타트
- 더 굿 걸스 - 알레한드라 마르케즈 아벨라
- 이노센트(영어판) - 사이먼 자크메
- 더 리버 - 에미르 바이가진

### 파장 부문
- 1986 썸머 - 마츠모토 토시오
- 어 리턴 - 제임스 에드몬즈
- 아다 칼레 - 헬레나 위트만
- 앨리스 - 마리아 라싱
- 알티플라노 - 말레나 슬렘
- 앤티 미스 오조스 - 로드리게즈 리나
- 아레나 - 뵈른 캐머러
- 블루 - 아피찻퐁 위라세타쿤
- 콜로폰 - 나다니엘 도어스키
- 데드 소울즈 - 왕빙
- 이레이즈드, 어센트 오브 더 인비저블 - 가산 할와니
- 페인팅 스펠스 - 스카이 호핀카
- 폴른 아치스 - 사이먼 류
- 파우스트 - 안드레아 부스만
- 걸 팩 - 리사 바움가드너
- 호더스 위드아웃 보더스 - 조디 맥
- 아이 홉 아임 라우드 왠 아임 데드 - 비어트리스 깁슨
- 인 마이 룸 - 율리히 쿨러
- 줄리오 이글레시아스 하우스 - 나탈리아 마린
- 엘. 코헨 - 제임스 베닝
- 라 플로어 - 마리아노 지나스
- 지구 최후의 밤 - 비간
- 맨 인 더 웰 - 후 보
- 무목 키노 - 필립 프레쉬만
- 플리즈 스텝 아웃 오브 더 프레임. - 카리사 한
- 폴리 원 - 케빈 제롬 에버슨
- 프롤로그 투 더 타롯: 글레나 - 브리트니 그레이블리 외 1명
- 레이 & 리즈 - 리차드 빌링햄
- 시라 - 롤라 타히르
- 슬립 - 셀리아 페린 시다루스
- 디 에어 오브 디 어스 인 유어 렁스 - 로스 맥페슬
- 더 글래스 노트 - 마리 헬레나 클라크
- 더 그랜드 비자르 - 조디 맥
- 더 인비저블 시네마 3 - 필립 프레쉬만
- 더 라비린스 - 로라 후어타스 밀란
- 더 스톤 스피커스 - 이고르 드랴차
- 재판 - 세르히 로즈니차
- 도즈 후 디자이어 - 엘레나 로페즈 리에라
- 트리스 다운 히어 - 벤 리버스
- 월드 언월드 - 로렌스 아부 함단
- 화염 속의 세상 - 로베르토 미네르비니
- 워즈, 플래닛 - 라이다 레르순디
- 일 두에상 - 데이비드 듀뒤

### TIFF KIDS 부문
- 아이스박스 - 다니엘 소카
- 미누스큘 - 맨더블 프롬 파 어웨이 - 토마스 자보 외 1명
- 엘리펀트 퀸 - 빅토리아 스톤
- 티토 앤 더 버즈 - 구스타보 스타인버그 외 2명

### Next Wave 부문
- 디아만티노 - 가브리엘 아브란테스 외 1명
- 피그 트리 - 알라모크 다비디언
- 파이어크래커스 - 자스민 모자파리
- 작은 거인들 - 키스 베어맨
- 걸 - 루카스 돈트
- 미드 90 - 조나 힐
- 파닉스 - 카밀라 스톰 헨릭슨
- 라피키, 친구 - 와누리 카히우
- 틴 스피릿 - 맥스 밍겔라
- 그리즐리스 - 미란다 드 펜시어
- 더 헤이트 유 기브 - 조지 틸만 주니어

### 컨템포러리 월드 스피커스
- 나는 야만의 역사로 거슬러가도 상관하지 않는다 - 라두 주데
- 길 위의 새들 - 크리스티나 갈레고
- 돈바스 - 세르히 로즈니차
- 룩 앳 미 - 네지브 벨카디
- 디 아더 스토리 - 애비 네셔
- 더 퍼블릭 - 에밀리오 에스테베즈

### TIFF CINEMATHEQUE 부분
- 아타나주아 - 자카리아스 쿠눅
- 초콜렛 - 클레어 드니
- 페르소나 - 잉그마르 베르히만
- 잔 다르크의 수난 - 칼 테오도르 드레이어

### TIFF DOCS 부분
- 아메리칸 다르마 - 에롤 모리스
- 앤젤스 아 메이드 오브 라이트 - 제임스 롱리
- 카민 스트리트 기타 - 론 만
- 디바이드 앤 컨큐어: 스토리 오브 로저 에일스 - 알렉시스 블룸
- 화씨 11/9 - 마이클 무어
- 프리 솔로 - 엘리자베스 차이 베사헬리 외 1명
- 프리덤 필즈 - 나지하 아레비
- 고스트 플릿 - 섀넌 서비스 외 1명
- 그레이브 윗아웃 어 네임 - 리티 판
- 하트바운드 - 야누스 메츠 외 1명
- 메이든 - 알렉스 홈즈
- 마리아 칼라스: 세기의 디바 - 톰 볼프
- 미팅 고르바초프 - 베르너 헤어조크
- 몬로비아, 인디애나 - 프레더릭 와이즈먼
- 프로스큐팅 이블: 디 엑스트라오디너리 월드 오브 벤 페렌츠 - 배리 에이브리치
- 푸틴즈 위트니스 - 비탈리 만스키
- 퀸시 - 라시다 존스 외 1명
- 리즌 - 아난드 팟와르드한
- 스크류볼 - 빌리 코벤
- 서칭 포 잉그마르 베르히만 - 마가레테 폰 트로타
- 더 비기스트 리틀 팜 - 존 체스터
- 엘리펀트 퀸 - 빅토리아 스톤 외 1명
- 트루스 어바웃 킬러 로봇 - 막심 포즈도롭킨
- 디스 체인지스 에브리띵 - 톰 도나휴
- 워킹 온 워터 - 안드레이 파우노프
- 왓 이즈 데모크라시? - 아스트라 테일러
- 웬 아랍스 댄스드 - 자와드 랄리브
- 위민 메이크 필름: 뉴 로드 무비 쓰루 시네마 - 마크 코신스